# Gulu
Gulu egy észak-ugandai város. A róla elnevezett kerület (Gulu District) közigazgatási és adminisztrációs székhelye. Ezenkívül az északi országrész legnagyobb városa és kereskedelmi központja. A második legnagyobb városa Ugandának.

## Történelem
A brit gyarmati uralom alatt, a 18.- és 19. században, Észak-Uganda elmaradottabb volt, mint az ország többi része. Sok embert besoroztak katonának valamint csendőrnek. Sokukat elküldték az I. világháborúba az antant és a II. világháborúba a szövetségesek oldalán harcolni.
Az állam 1962 október 9.-én nyerte el függetlenségét, de ettől nem éltek jobb életkörülmények között a térségben élők. Az itteni embereknek nem volt könnyű sorsa a sok bántalmazás miatt. Egészen Idi Amin korától egészen 1987-ig háborús helyzet volt a város környékén. Itt volt a Joseph Kony által vezetett Lord's Resistance Army (Isten Ellenállási Serege)  egyik nem hivatalos bázisa. De mikor a kormány kezére került a település felkutattak minden házat és bármilyen gyanús jelre tüzet nyitottak az ott lakókra. A háború azóta csendesedett, a lázadók jó néhány vezetőjét felkutatták és kivégezték, de a fővezért még nem.

## Éghajlat
A Wladimir Köppen-féle éghajlattípusokat összegző és osztályozó rendszer szerint a területen szavanna éghajlat van a vidéken. 

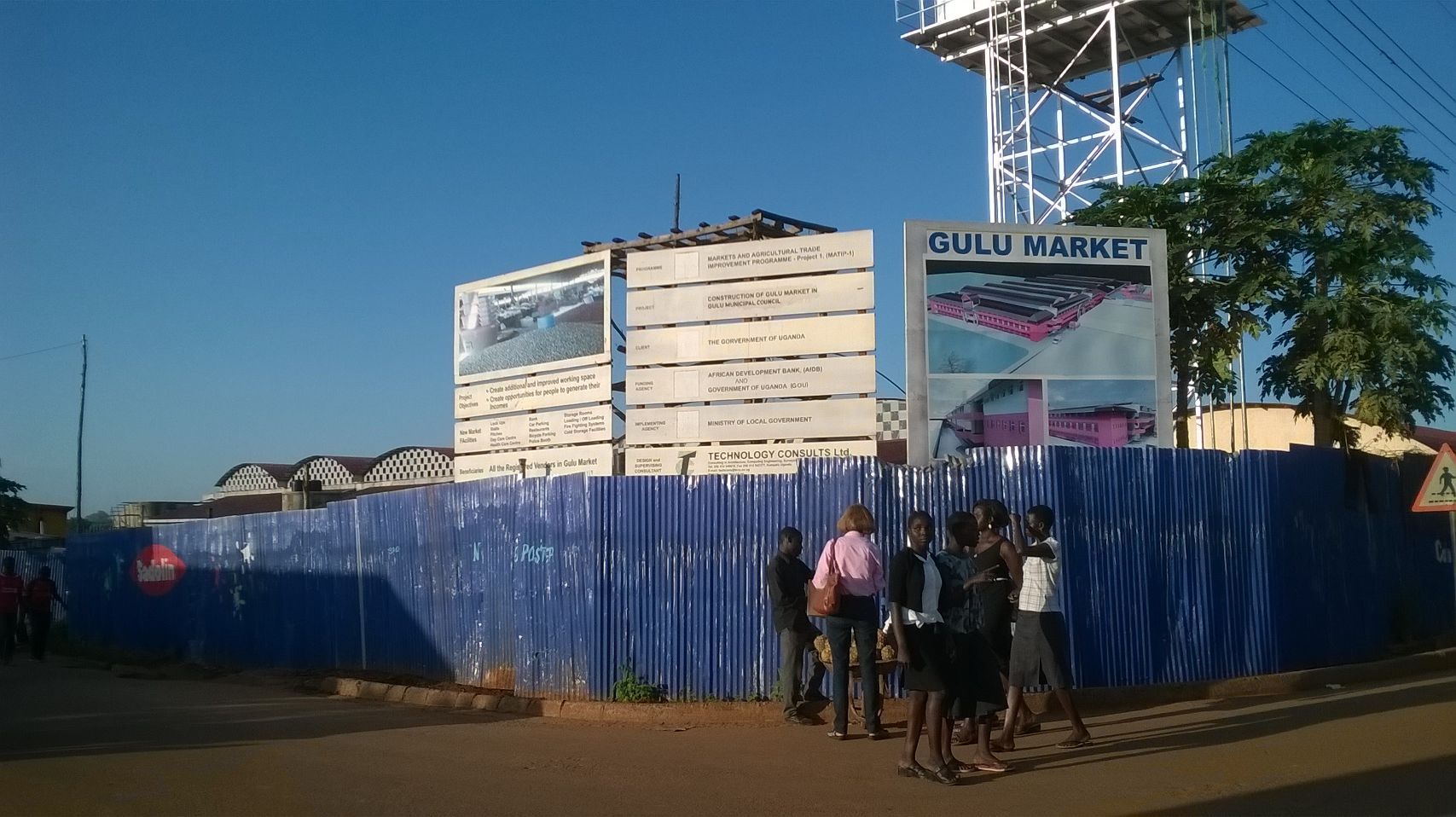
Épülő gului piac látványterve

| Hónap                        | Jan. | Feb. | Már. | Ápr. | Máj. | Jún. | Júl. | Aug. | Szep. | Okt. | Nov. | Dec. | Év   |
| ---------------------------- | ---- | ---- | ---- | ---- | ---- | ---- | ---- | ---- | ----- | ---- | ---- | ---- | ---- |
| Rekord max. hőmérséklet (°C) | 32,1 | 32,3 | 31,2 | 29,3 | 28,2 | 27,7 | 26,7 | 26,9 | 28,1  | 28,7 | 29,7 | 30,4 | 32,3 |
| Átlaghőmérséklet (°C)        | 24,2 | 24,6 | 24,3 | 23,4 | 22,8 | 22,3 | 21,6 | 21,7 | 22,3  | 22,5 | 23,0 | 23,2 | 23,0 |
| Rekord min. hőmérséklet (°C) | 16,4 | 17,0 | 17,5 | 17,6 | 17,4 | 16,9 | 16,5 | 16,5 | 16,5  | 16,4 | 16,4 | 16,1 | 16,1 |
| Átl. csapadékmennyiség (mm)  | 17   | 32   | 88   | 164  | 182  | 146  | 156  | 217  | 179   | 185  | 102  | 36   | 1504 |
| Forrás:                      |      |      |      |      |      |      |      |      |       |      |      |      |      |

## Gazdaság
A város Észak-Uganda gazdasági fővárosa. A kevesebb erőszak, valamint a kormány és a lázadó LRA csoport közötti párbeszéd következtében a hely gazdasága kezd újjáépülni. 
Az elmúlt 5 évben helyet kaptak luxusszállodák, bankok, valamint egy piac is.
Szudán itt építette fel nagykövetségét.

## Közlekedés
A város nagyon fontos közlekedési csomópont minden közlekedési eszköz számára.

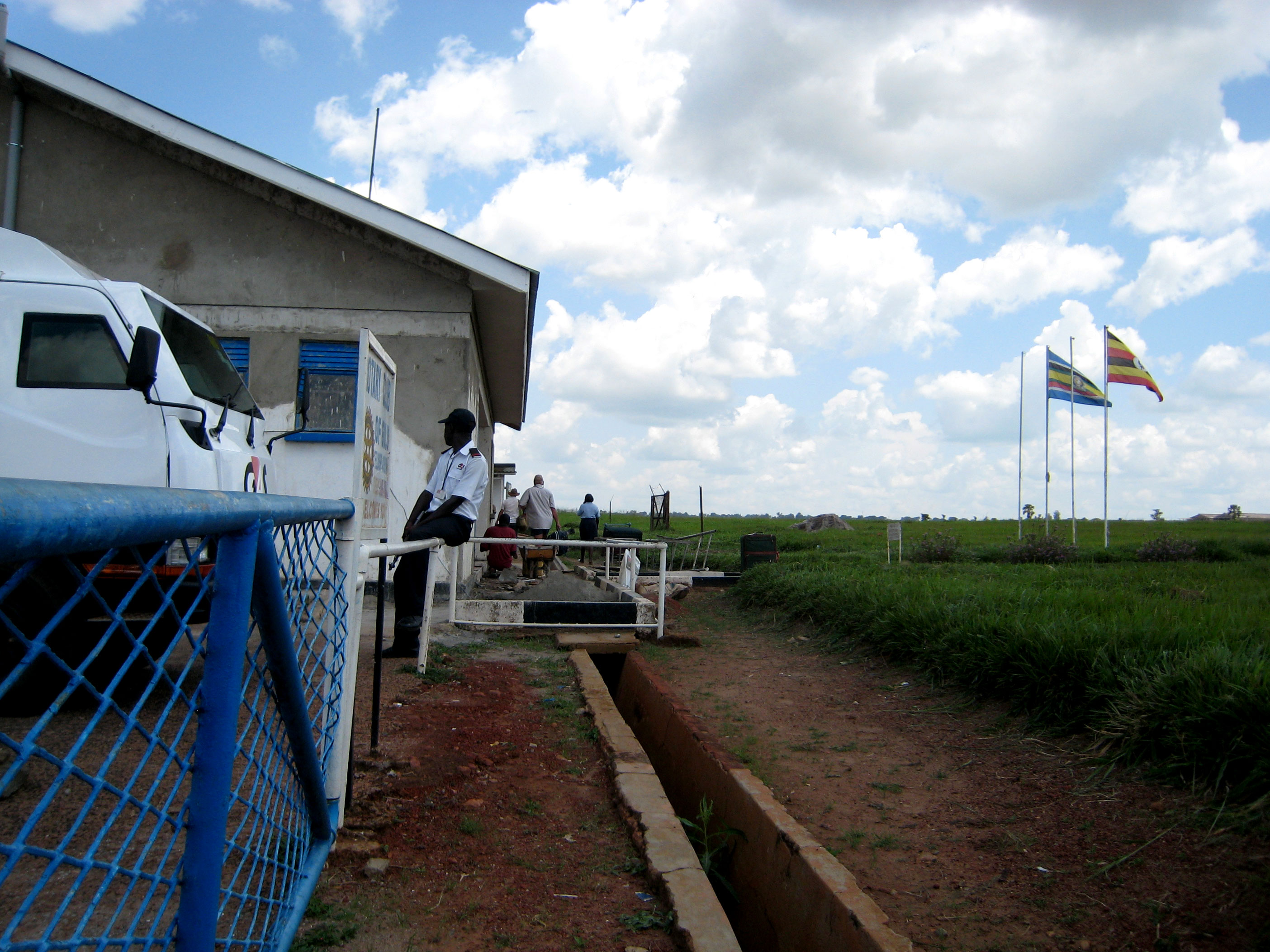
Gului repülőtér

### Közúti közlekedés
A városon áthalad az A109 jelzésű út, amely Kampalából indul és Jubáig tart. Ez nagyjából az út fele. Az utazók általában itt tartanak nagyobb pihenőt. A tervek szerint a városban az utak szélességét 2x2 sávosra emelik.

### Vasúti közlekedés
A vasúti közlekedési hasonló mint a közúti, csak a település nincs összekötve Kampalával. Azonban épül egy villamosított vasútvonal Dél-Szudán, Uganda és Ruanda között. Ennek része lesz a kb. 320 kilométer Gulu Kampala vasútvonal is.

### Légi közlekedés
Itt található Uganda második legtöbb embert fogadó repülőtere aszfaltozott kifutópályával, amely több mint 3 kilométer hosszú.